# 莫紐門特鎮區 (堪薩斯州洛根縣)
莫紐門特鎮區（英語：Monument Township）為美國堪薩斯州洛根縣轄下的鎮區。2010年美国人口普查中此鎮區人口有141人。

## 地理
莫紐門特鎮區涵蓋總面積為276.6平方（106.80平方英里），其中陸地面積為276.6平方（106.80平方英里），水域面積為0平方（0.00平方英里）或0.00%。

## 人口統計
根據2010年美國人口普查，莫紐門特鎮區人口有141人，其中男性有70人，女性有71人，人口密度為每平方公里0.51人，住房計69戶。鎮區內的白人有132人，非裔美國人有4人，美洲原住民有1人，亞裔美國人有0人，太平洋島裔美國人有0人，其他種族有4人，混血種族則有0人。此外鎮區內有4人為西班牙裔或拉丁裔美國人。此鎮區之年齡中位數為45.1歲，而男性年齡中位數為42.5歲，女性年齡中位數為46.5歲。

## 交通

### 主要公路
- 40號美國國道
- 25號堪薩斯州州道